# Starzec i wróg
Starzec i wróg (tyt. oryg. Plaku dhe hasmi) – albański czarno-biały film fabularny z roku 1981 w reżyserii Hysena Hakaniego, na podstawie opowiadania Eshtë dielli i fortë Anastasa Kondo.

## Opis fabuły
Akcja filmu rozgrywa się w czasie II wojny światowej. Okupujący Albanię Włosi zakładają na południu kraju obóz, w którym przetrzymują tych, którzy stawiali im opór 7 kwietnia 1939 w czasie inwazji. Wśród internowanych jest jeden starzec, którego pozostali nazywają "wujkiem". Sceny z obozu przeplatają się ze wspomnieniami z dnia inwazji. Stary człowiek walczył na równi z młodszymi. Po wyjściu z obozu przyłącza się do partyzantów.

## Obsada
- Marta Burda jako Bulja
- Vasjan Lami jako marynarz
- Sandër Prosi jako wujek
- Paskal Semini jako student
- Muhamet Shehi jako mieszkaniec wsi